# Nicolás Storace Montes
Nicolás Storace Montes, abogado y político uruguayo, perteneciente al Partido Nacional. Hijo del también político Nicolás Storace Arrosa y de Imelda Montes.
Electo diputado del Herrerismo por Canelones en las elecciones de 1989. En 1994 junto con su hermano Juan Luis acompañan a Alberto Volonté en su postulación a la Presidencia; en el siguiente periodo accede a la Cámara de Senadores.
Participó en la redacción de la Declaración de Principios del Partido Nacional.